# Erythrops erythrophthalma
Erythrops erythrophthalma är en kräftdjursart som först beskrevs av Goës 1863.  Erythrops erythrophthalma ingår i släktet Erythrops och familjen Mysidae. Arten är reproducerande i Sverige. Inga underarter finns listade i Catalogue of Life.